# Togturen
|  | Denne artikel er oprettet af botten Steenthbot ud fra en ekstern database. Den kan derfor have sproglige fejl eller mangler. Denne skabelon kan fjernes efter kontrol af indholdet. |

Togturen er en kortfilm fra 2019 instrueret af Andreas Bøggild Monies.

## Medvirkende
- Nikolaj Dencker Schmidt, David
- Karoline Brygmann, Maria